# 曲屯镇
曲屯镇，是中华人民共和国河南省南阳市镇平县下辖的一个乡镇级行政单位。

## 行政区划
曲屯镇下辖以下地区：
曲屯村、柴庄村、安洼村、楼子王村、曹营村、刘冲村、马家村、花栗村、罗洼村、彭岗村、齐岗村、五龙庙村和兴国寺村。